# Shigekazu Nagata

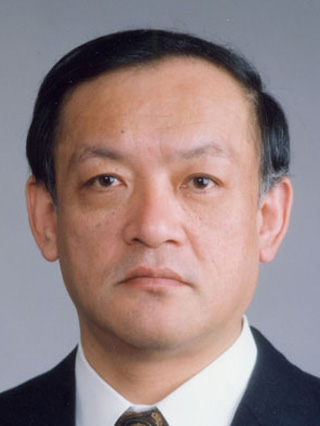
Shigekazu Nagata, 2020

Shigekazu Nagata (jap. 長田 重一, Nagata Shigekazu; * 15. Juli 1949 in der Präfektur Ishikawa) ist ein japanischer Molekularbiologe, der insbesondere für Forschungen zur Apoptose bekannt ist.
Nagata studierte ab 1968 an der Universität Tokio, wo er 1977 promoviert wurde. Danach war er als Post-Doktorand am Institut für Molekularbiologie der Universität Zürich bei Charles Weissmann. Ab 1982 war er Assistenzprofessor am Institut für Medizinische Wissenschaft der Universität Tokio. 1987 bis 1998 war er  Leiter der Abteilung Molekularbiologie am Osaka Bioscience Institute. Ab 1995 war er Professor für Genetik an der  Universität Ōsaka (zuerst an deren Medical School, ab 2002 an deren Graduate School of Frontier Biosciences).
Nagata ist bekannt für die Erforschung des Mechanismus der Apoptose.
Um 1980 war er an der frühen Klonierung von Interferon-Alpha beteiligt (unter anderem bei Charles Weissmann), was durch Einbau der isolierten Gene in Bakterien dessen Massenproduktion ermöglichte.

## Preise und Auszeichnungen
- 1990 Bälz-Preis
- 1992 Mochida Memorial Award
- 1993 Nikkei BP Prize
- 1994 Emil-von-Behring-Preis
- 1995 Robert-Koch-Preis mit Peter H. Krammer, für grundlegende Arbeiten zur Apoptose
- 1995 Osaka Science Prize
- 1996 Kitasato-Behring-Preis
- 1997 Prix Lacassagne (Paris)
- 1997 Asahi-Preis
- 1998 Takamatsu Cancer Award
- 1998 Uehara-Preis
- 2000 Kaiserlicher Preis, Preis der Japanischen Akademie der Wissenschaften
- 2001 Ernennung zum Bunka Kōrōsha, zur Person mit besonderen kulturellen Verdiensten
- 2012 Ehrendoktorwürde der Universität Zürich[4]
- 2013 Keio Medical Science Prize
- 2015 Mitglied der National Academy of Sciences